# Vicia pulchella
Vicia pulchella är en ärtväxtart som beskrevs av Carl Sigismund Kunth. Vicia pulchella ingår i släktet vickrar, och familjen ärtväxter.

## Underarter
Arten delas in i följande underarter:
- V. p. mexicana
- V. p. pulchella